# إكساتيكان
إكساتيكان وهو دواء ومشابه بنيوي لكامبتوثيسين وله فعالية مضادة للسرطان (مثبط التوبوإيزوميراز).
اشتق ديروكستيكان منه واستعمل مرتبطا بأضداد وحيدة النسيلة (قرين جسم مضاد-دواء) مثل تراستوزوماب ديروكستيكان وباتريتوماب ديروكستيكان وإيفيناتاماب ديروكستيكان.

## التخليق

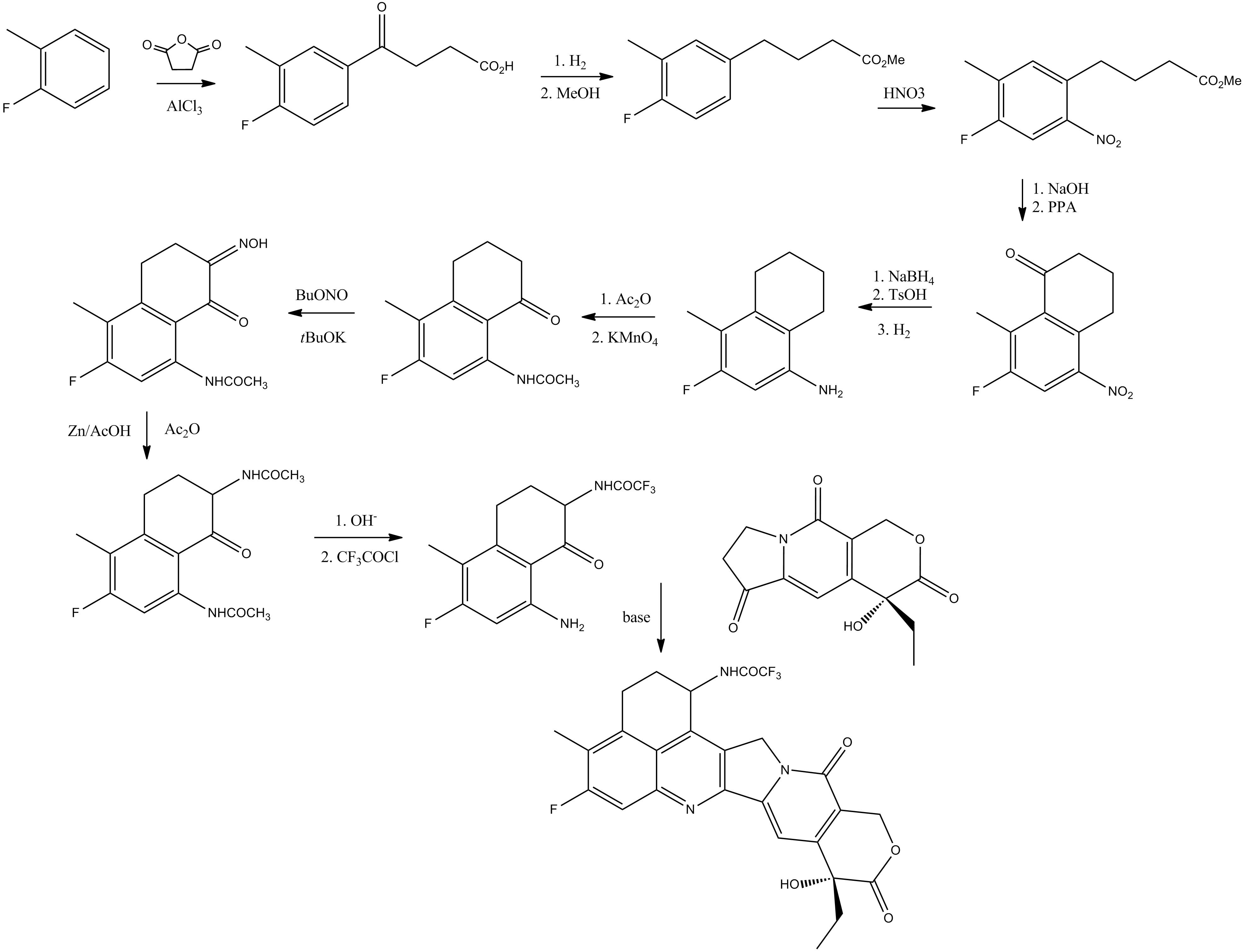
تخليق إكساتيكان